# Championnat de France de football 1912 (USFSA)
Navigation
Championnat 1911 Championnat 1913
Le Championnat de France de football USFSA 1912 met aux prises les champions régionaux de l'USFSA.

## Championnats régionaux

### Championnat de Haute-Normandie
Le FC rouennais remporte le titre,.
| Rang | Équipe          | Pts | J  | G | N | P | Bp | Bc | GA |
| ---- | --------------- | --- | -- | - | - | - | -- | -- | -- |
| 1    | FC rouennais    | 28  | 10 | 9 | 0 | 1 |    |    |    |
| 2    | Le Havre AC     | 26  | 10 | 8 | 0 | 2 |    |    |    |
| 3    | Le Havre Sports | 19  | 10 | 4 | 1 | 5 |    |    |    |
| 4    | FC dieppois     | 18  | 10 | 3 | 2 | 5 |    |    |    |
| 5    | US quevillaise  | 16  | 10 | 2 | 2 | 6 |    |    |    |
| 6    | Club havrais SA | 13  | 10 | 1 | 1 | 8 |    |    |    |

## Championnat de France

### Participants
Les participants sont les vainqueurs des championnats régionaux,:
- Champion de Paris : Association Sportive Française
- Champion du Nord : Union Sportive Tourquennoise
- Champion de Normandie : Football Club de Rouen
- Champion de Basse-Normandie : Club Malherbe Caennais
- Champion de Bretagne : Union Sportive Servannaise
- Champion de Picardie : Amiens Athletic Club
- Champion de Champagne : Racing Club de Reims
- Champion de la Côte d'argent : Stade Bordelais Université Club
- Champion de la Côte basque : Société nautique de Bayonne
- Champion du Littoral : Stade Helvétique de Marseille
- Champion de Lorraine : Cercle Sportif du Stade Lorrain
- Champion des Pyrénées : Stade toulousain
- Champion du Lyonnais : Football Club de Lyon
- Champion de Languedoc : Olympique de Cette
- Champion de la Côte d'Azur : Stade Raphaëlois
- Champion de Beauce et Maine : Union sportive du Mans
- Champion de Bourgogne-Franche-Comté: RCFC Besançon
- Champion de l'Atlantique : Angers Université Club
- Champion des Charentes : Sporting Club Angérien
- Champion de Touraine : Club Sportif de la Société Générale d’Orléans
- Champion des Alpes : Sporting Club Dauphinois
- Champion des Ardennes : Football Club de Braux

### Tour préliminaire
- 10 mars 1912
  - A Orléans. CASG Orléans 4-1 US Le Mans
  - A Laval. Union sportive Servannaise 5-0 Angers Université Club
  - A Grenoble. Sporting Club Dauphinois 1-3 FC Lyon
  - A Lille. US Tourcoing 5-0 Football club de Braux
  - A Bayonne. Société nautique de Bayonne 0-4 Stade Bordelais UC
  - A Nancy. Cercle des Sports Stade Lorrain 4-3 Racing Club de Reims

### Huitièmes de finale
Le tenant du titre, le Stade helvétique, est éliminé par le Stade raphaëlois, le futur champion, notamment à cause de l'absence des deux frères Hattenschwyler.
- 10, 17 et 24 mars 1912
  - A Cannes, le 10. Stade raphaëlois 2-2 SH Marseille (match à rejouer)
  - Stade raphaëlois 2-1 SH Marseille (match rejoué)
  - A Lézignan, le 10. Olympique de Cette 3-2 Stade toulousain
  - A Caen, le 10. SM Caen 1-2 AS Française
  - A Rouen, le 10. FC Rouen 2-1 Amiens SC
  - A Colombes, le 24. US Tourcoing 5-1 Cercle des Sports Stade Lorrain
  - A Laval, le 24.Union sportive Servannaise 13-0 CASG Orléans
  - A Bordeaux, le 24. Stade Bordelais UC 10-0 Sporting Club angérien
  - A Lyon, le 24. FC Lyon 9-1 Racing Club Franc-Comtois de Besançon

### Quarts de finale
- 31 mars 1912
  - A Laval. AS Française 3-1 Union sportive Servannaise
  - A Lille. US Tourcoing 3-2 FC Rouen
  - A Toulouse. Olympique de Cette 3-2 Stade Bordelais UC
  - A Marseille. Stade raphaëlois 4-1 FC Lyon

### Demi-finales
- 14 avril 1912
  - A Lyon. Stade raphaëlois 2-0 US Tourcoing
  - A Bordeaux. AS Française 6-1 Olympique de Cette

### Finale
- 28 avril 1912, au stade du Matin, Colombes[5].
  - Stade raphaëlois 2-1 AS Française (après prolongation)
  - Arbitre : D. Labat
  - Buts : MacLaren (sur penalty) et Rushford pour Saint-Raphaël ; Camard pour l'ASF
  - Saint-Raphaël : J. Denegri, Victor Sergent, Ch. Meynard, N. Sergent, L. Wallace, Massa, W. Rushford, F. Baird, A. Toulon, Richard Sergent, F. MacLaren
  - Paris : G. Artaux, O. Desaulty, Fernand Massip, P. Gros, J. Marré, Ch. Malgras, P. Pkanus, W. Widdington, M. Robillard, René Jacolliot, René Camard